# 관악컨트리클럽
관악컨트리클럽(冠岳-, Gwanak Country Club, 관악CC)은 서울특별시 영등포구 신림동(현 관악구 신림동) 관악산 기슭에 있었던 골프장이다. 지금은 서울대학교 관악캠퍼스가 들어서 있다.
방림방적 대표이사 서순은이 안중희에게 설계를 맡겨 1967년 8월 26일 개장하였으나, 대한민국 정부가 서울대학교 이전 부지로 확정하면서 징발되었다. 골프장은 1971년 경기도 화성군 동탄면으로 이전하였고, 2001년 신안그룹에 인수되어 리베라컨트리클럽으로 개칭되었다. 현재 관악컨트리클럽 자리에는 서울대학교 관악캠퍼스가 들어섰으며, 지금도 클럽하우스(現 서울대학교 교수회관), 풀장(이후 서울대학교 실외수영장, 현재는 폐쇄) 및 옛 골프장의 필드 일부가 서울대학교 구내에 남아있다.